# Куэйк, Стивен
Стивен Куэйк (англ. Stephen Ronald Quake; род. 1969) — американский учёный, занимающийся физикой, биологией и биотехнологиями. Доктор философии (1994), профессор Стэнфордского университета, член Национальных Академии наук (2013), Инженерной (2013) и Медицинской (2012) академий США. Clarivate Citation Laureate (2022).

## Биография
Окончил Стэнфордский университет со степенями бакалавра физики и магистра математики (обе — в 1991 году). Степень доктора философии D.Phil. по теоретической физике получил в Оксфордском университете в 1994 году, как стипендиат Маршалла. Затем возвратился в Стэнфордский университет, где провёл два года в качестве постдока в группе Стивена Чу.
С 1996 года в штате Калифорнийского технологического института, достиг должности именного профессора физики Thomas and Doris Everhart Professor of Applied Physics and Physics (с 2004); в годы работы там удостоился наград «Career» и «First» от Национального научного фонда и Национальных институтов здравоохранения, являлся Packard Fellow.
С 2005 года вновь в Стэнфордском университете, с 2008 года именной профессор Lee Otterson Professor биоинженерии, а также профессор прикладной физики. С 2006 по 2016 год исследователь Медицинского института Говарда Хьюза. Сопрезидент Chan Zuckerberg Biohub.
Член Американской академии искусств и наук (2014), Национальной академии изобретателей США, American Institute for Medical and Biological Engineering, действительный член Американского физического общества.

## Награды и отличия
- Apker Award, Американское физическое общество (1991)
- «Career» Award Национального научного фонда (1997)
- Вошёл в число «100 Young Innovators Who Will Create the Future» по версии MIT Technology Review[англ.] (2002)
- Вошёл в число «15 People Who Will Reinvent the Future» по версии «Форбс» (2002)
- Вошёл в число «Brilliant 10» по версии журнала Popular Science (2003)
- National Institutes of Health Director's Pioneer Award[англ.] (2004)[3]
- Pioneer of Miniaturization Prize, Royal Society of Chemistry Publishing (2010)
- Вошёл в число «'Power 100' Most Powerful Men» по версии журнала «Men’s Health» в Великобритании (2010)
- Sackler-Preis[нем.] по биофизике (2011)
- Премия Лемельсона (2012)
- HFSP Nakasone Award[нем.] (2013)
- Gabbay Award[англ.] одноименного фонда (2015)
- Raymond and Beverly Sackler Prize in Convergence Research[нем.] НАН США (2016)
- Премия Макса Дельбрюка, Американское физическое общество (2016)[4]
- Clarivate Citation Laureate (2022)